# James Luther Mays
James Luther Mays (14. července 1921 Louisville – 29. října 2015) byl americký starozákonní badatel. Působil řadu let jako profesor hebrejštiny a starého zákona na presbyterním teologickém semináři Union Presbyterian Seminary ve Virginii, USA.
Jeho badatelským zájmem byli Malí proroci (zejména 8. století) a kniha Žalmů. K těmto biblickým knihám sepsal několik komentářů.